# Top Dog FC X
Top Dog Fighting Championship X — Десятый, юбилейный турнир кулачной спортивной лиги Top Dog, прошедший 24 сентября 2021 года в БКЗ «Крылья Советов», Москва, Россия. В данном турнире было внедрено несколько нововведений как для российской, так и для мировой индустрии кулачного вида спорта. В главном бою турнира российский боец Вячеслав «Рыжий Тарзан» Дацик нокаутировал в пером раунде британца Рэнди «K.O. Kofi King» Рэндайна. Главный бой стал первым в организации, который прошёл не на голых кулаках, а в 4-х унцевых ММА-перчатках.

## Предыстория
Первые разговоры о 10-м турнире Топ Дог были озвучены на пресс-конференции перед 8-м номерным турниром лиги, которое было опубликовано 13 апреля 2021 года. К тому моменту предполагалась дата турнира в июне-июле 2021 года. Позже, дата сместилась, и на пресс-конференции посвящённой 9-му турниру, заявлялось что 10-й турнир состоится в первой половине августа и пройдёт в Казахстане, став первым выездным турниром лиги. Карантинные ограничения вынудили лигу отложить попытки организовать заграничный турнир, и по итогу TDFC10 был анонсирован на 20 августа 2021 года.

### Отменённый турнир Top Dog FC 10
16 августа вышла пресс-конференция к предстоящему 10-му турниру. Главным боем турнира был анонсирован претендентский бой в среднем весе (с весовым лимитом до 85 кг) между Рустамом «Астероидом» Мухитдиновым (3-2) и Наимом «Самураем» Давудовым (2-0) Всего на турнир было заявлено 15 поединков, 10 из которых должны были пройти в прямом эфире. Незадолго до турнира был отменён поединок между Владиславом Туйновым и Денисом Погодиным, так как Туйнов получил травму, и кард прямого эфира был обозначен из 9 главных поединков. Так же к 10-му турниру было объявлено о новом подразделе единоборств — бои на голых кулаках и ногах. Дисциплина получила название Top Dog Rage. Данное нововведение образовалось благодаря сотрудничеству Топ Дог с бывшим вице-президентом Федерации кикбоксинга Москвы, Михаилом Герасимовым.
В вечер турнира произошла большая задержка, но команда Топ Дог ещё несколько часов пыталась договориться с представителями властей о проведении турнира. Договорённость достигнута не была, что по итогу вылилось в отмену турнира по постановлению Роспотребнадзора.

### Отменённые бои, не вошедшие в турнир TDFC X
- Владислав «Орловский бриллиант» Туйнов — Денис Погодин (Туйнов получил травму. Позже, оба бойца выступили на заявленном турнире, но не друг против друга, а против соперников из украинской кулачной лиги Mahatch FC)
- Герман «Отличник» Скобенко — Владислав «IZ» Ромащенко (Ромащенко выступил на турнире с другим соперником)
- Михаил «Черкес» Авакян — Дерман Сыдыкъ
- Шамиль «Чёрный принц» Гасанбеков — Николай «Русский питбуль» Денисов
- Иван «Солдат из Сталинграда» Авдеев — Данила «Хруля» Хрулёв

## Анонс новых поединков
По итогу 10-й турнир был перенесён на дату, которая изначально была зарезервирована на 11-й турнир. Некоторые бои были перенесены, некоторые отменены, но также было представлено много новых поединков. Итоговый кард возрос до 19 поединков, 2 из которых (изначально 3) были представлены как совместные бои двух лиг — Top Dog FC и украинской лиги Mahatch FC.

### Прогнозы и коэффициенты перед турниром
- Наби Ганнибал Гаджиев (2,34) — Андрей Етумян (1,54)
- Теймур «Гази» Алиев (1,42) — Валерий Шевырёв (2,66)
- Шариф «Басмач» Шарипов (2,66) — Вадим «Часик» Часовских (1,42)
- Хафаж Олигов (1,68) — Азат «Профессор» Шуитбаев (2,06)
- Руфат «Чёрный Лев» Ахмедов (2,61) — Валентин Рыбалко (1,43)
- Григорий «Геркулес» Мороз (2,32) — Сергей Макаров (1,55)
- Иван «Охранник» Мошкарёв (2,31) — Арут Молодой Хачатрян (1,54)
- Ярослав Кярненян (2,44) — Денис «ПакМэн» Потёмкин (1,49)
- Матвей «Южный» Тикиджиев (1,68) — Николай «Ebosher» Терехов (2,06)
- Иса «Тандовский» Исаев (1,43) — Камал «Камикадзе» Гасанов (2,61)
- Владимир «Мясник» Морозов (2,56) — Сергей «Кратос» Калинин (1,45)
- Марсель Ханов (3,84) — Владислав «IZ» Ромащенко (1,22)
- Евгений «Композитор» Шопен (4,11) — Денис Погодин (1,19)
- Даник Весненок (2,01) — Алексей Мельник Мельников (1,71) (Перед отменённым турниром Top Dog 10, Весненок был фаворитом)
- Адильжан «Адос» Сандибеков (2,39) — Валерий «Валера» Заботин (1,52)
- Виталий Коваленко (4,26) — Владислав «Орловский бриллиант» Туйнов (1,18)
- Наим «Самурай» Давудов (1,23) — Рустам «Астероид» Мухитдинов (3,69)
- Игорь Вильчицкий (3,89) — Павел Шульский (1,21)
- Рэнди «K.O.Kofi King» Рэндайн (2,59) — Вячеслав «Рыжий Тарзан» Дацик (1,44)

## Главные события турнира
Во избежание повторения инцидента с отменой турнира Top Dog FC 10, лига решила юбилейный турнир провести в закрытом режиме, и билеты на турнир TDFCX не продавались. Кард турнира по количеству боёв стал рекордным, и состоял из 19 поединков. 4 главных противостояния прошли в сетке эфирного телеканала РЕН-ТВ. Изначально анонсировалось что на телевидении пройдут 5 поединков, но по итогу в финальный кард вошли 4 боя. 9 основных поединков прошли также в прямом эфире, но в России их транслировал стриминговый сервис Wink, от компании Ростелеком. Заграницей поддержку вещания осуществляли сервисы Megogo и Qsport.
Главный поединок прошёл не в стандартном режиме как для лиги топ Дог. Поединок прошёл в 4-х унцевых перчатках. По заявления руководителя лиги — Данила Алеева, данное решение было условием телеканала РЕН-ТВ. В то же время, менеджер Вячеслава Дацика, Яков Летов, заявил что это было условие команды Дацика, так как они опасались за травматизм кистей своего бойца. Вячеслав Дацик менее чем за минуту нокаутировал британского бойца Рэнди Рэндайна, который имел рекорд на голых кулаках 5-0, 5 побед нокаутом, до встречи с Дациком.
В соглавном бою вечера тяжеловес организации Павел Шульский продолжил победную серию, одолев в тяжёлом и конкурентном бою по очкам профессионального боксёра Игоря Вильчицкого.
Также в главном карде состоялись два поединка в которых определялись претенденты на чемпионские перстни. В полусредней весовой категории (до 77 кг), раздельным решением судей, ветеран лиги, Валерий «Валера» Заботин одолел казахстанского бойца Адильжана «Адоса» Сандибекова. В средней весовой категории (до 85 кг) Наим «Самурай» Давудов победил единогласным решением судей узбека бойца, Рустама «Астероида» Мухитдинова.
В основном карде состоялись два поединка между бойцами Top Dog, и бойцами украинской лиги Mahatch. Оба представителя Топ Дога одержали уверенные досрочные победы над гостями из Украины. Денис Погодин (1-0) нокаутировал в третьем раунде Евгения «Шопена» Композитора, рекорд которого в Махаче составлял 2-1. Владислав «Орловский Бриллиант» Туйнов (1-0) нокаутировал во втором раунде Виталия Коваленко, который имел рекорд до их встречи 3-0.
5 поединков турнира прошли не по классическим правилам боёв на голых кулаках, а по правилам кикбоксинга на голых кулаках и ногах. В главном из поединков по новым правилам, Сергей «Кратос» Калинин нокаутировал в первом раунде Владимира «Мясника» Морозова.

### Нововведения
- Top Dog FC стала перовой кулачной лигой с России и постсоветского пространства, турнир которой был показан в прямом эфире на одном из федеральных каналов телевидения. Четыре боя главного карда вошли в сетку вещания российского канала РЕН ТВ[12][13][14].
- Топ Дог первой ввела в свой промоушен дисциплину которая подразумевает бои не только на голых кулаках, но и ногах. Эквивалент кикбоксингу был именован как Top Dog RAGE.
- Top Dog FC стала первой кулачной лигой, которая провела совместный турнир с другой кулачной лигой. Ею стала украинская кулачная лига Mahatch FC. Два поединка были проведены между участниками разных лиг (первоначально планировалось 3 поединка, но один из участников украинской лиги не смог пересечь границу)[15].

## Список поединков
| №  | Весовая категория      |                                                   |                               |     |      |                                      |    |         | Способ                | Раунд | Время | Примечание                                         |
|    |                        | Главные бои (РЕН ТВ)                              |                               |     |      |                                      |    |         |                       |       |       |                                                    |
| 19 | Тяжёлая (свыше 94 кг)  | 130 кг                                            | Вячеслав «Рыжий Тарзан» Дацик |     | поб. | Рэнди «K.O.Kofi King» Рэндайн        |    | 115 кг  | Нокаутом              | 1     | 0:57  | Бой не на голых кулаках, а в 4-х унцевых перчатках |
| 18 | Тяжёлая (свыше 94 кг)  | 99,6 кг                                           | Павел Шульский                |     | поб. | Игорь Вильчицкий                     |    | 90,3 кг | Единогласным решением | 3     | 2:00  |                                                    |
| 17 | Средняя (до 85 кг)     | 85,1 кг                                           | Наим «Самурай» Давудов        |     | поб. | Рустам «Астероид» Мухитдинов         |    | 85,2 кг | Единогласным решением | 3     | 2:00  | Бой за звание претендента на перстень Top Dog      |
| 16 | Полусредняя (до 77 кг) | 76,7 кг                                           | Валерий «Валера» Заботин      |     | поб. | Адильжан «Адос» Сандибеков           |    | 76,3 кг | Раздельным решением   | 3     | 2:00  | Бой за звание претендента на перстень Top Dog      |
|    |                        | Основные бои (Wink, Megogo, Qsport)               |                               |     |      |                                      |    |         |                       |       |       |                                                    |
| 15 | Полусредняя (до 77 кг) | 77 кг                                             | Владислав Туйнов (Top Dog)    |     | поб. | Виталий Коваленко (Mahatch)          |    | 76,3 кг | Нокаутом              | 2     | 1:22  | Противостояние организаций Top Dog и Mahatch       |
| 14 | Лёгкая (до 70 кг)      | 69,8 кг                                           | Алексей Мельник Мельников     | #2  | поб. | Даник Весненок                       | #6 | 70 кг   | Единогласным решением | 3     | 2:00  |                                                    |
| 13 | Полусредняя (до 77 кг) | 76,7 кг                                           | Денис Погодин (Top Dog)       |     | поб. | Евгений «Композитор» Шопен (Mahatch) |    | 74,5 кг | Нокаутом              | 3     | 0:35  | Противостояние организаций Top Dog и Mahatch       |
| 12 | Полутяжёлая (до 94 кг) | 94,1 кг                                           | Марсель Ханов                 |     | поб. | Владислав «IZ» Ромащенко             |    | 92,8 кг | Нокаутом              | 2     | 0:42  |                                                    |
| 11 | Средняя (до 85 кг)     | 85,2 кг                                           | Сергей «Кратос» Калинин       |     | поб. | Владимир «Мясник» Морозов            |    | 84,2 кг | Нокаутом              | 1     | 1:16  | Бой по правилам Top Dog RAGE                       |
| 10 | Лёгкая (до 70 кг)      |                                                   | Иса «Тандовский» Исаев        | #5  | поб. | Камал «Камикадзе» Гасанов            | #7 |         | Решением судей        | 3     | 2:00  |                                                    |
| 9  | Полулёгкая (до 64 кг)  | 63,8 кг                                           | Николай «Ebosher» Терехов     | #8  | поб. | Матвей «Южный» Тикиджиев             |    | 60,5 кг | Решением судей        | 3     | 2:00  |                                                    |
| 8  | Лёгкая (до 70 кг)      | 69,9 кг                                           | Денис «Пакмэн» Потёмкин       |     | поб. | Ярослав Кярненян                     |    | 69,9 кг | Нокаутом              | 1     | 0:19  | Бой по правилам Top Dog RAGE                       |
| 7  | Полулёгкая (до 64 кг)  |                                                   | Арут «Молодой» Хачатрян       | #10 | поб. | Иван «Охранник» Мошкарёв             | #7 |         | Решением судей        | 3     | 2:00  |                                                    |
|    |                        | Предварительные бои (Прямая трансляция не велась) |                               |     |      |                                      |    |         |                       |       |       |                                                    |
| 6  | Полутяжёлая (до 94 кг) | 94,1 кг                                           | Сергей Макаров                |     | поб. | Григорий «Геркулес» Мороз            |    | 89,7 кг | Техническим нокаутом  | 3     | 0:35  |                                                    |
| 5  | Лёгкая (до 70 кг)      | 70,3 кг                                           | Валентин Рыбалко              |     | поб. | Руфат «Чёрный лев» Ахмедов           |    | 70,1 кг | Нокаутом              | 2     | 0:35  | Бой по правилам Top Dog RAGE                       |
| 4  | Полулёгкая (до 64 кг)  | 63,8 кг                                           | Хаваж Олигов                  |     | поб. | Азат «Профессор» Шуитбаев            |    | 63,1 кг | Дисквалификацией      | 3     | 1:54  | Бой по правилам Top Dog RAGE                       |
| 3  | Легчайшая              | 59,6 кг                                           | Шариф «Бисмач» Шарипов        |     | поб. | Вадим «Часик» Часовских              |    | 59,9 кг | Единогласным решением | 3     | 2:00  | Бой по правилам Top Dog RAGE                       |
| 2  | Полулёгкая (до 64 кг)  | 64,3 кг                                           | Теймур «Гази» Алиев           |     | поб. | Валерий «Берсерк» Шевырёв            |    | 64,3 кг | Раздельным решением   | 3     | 2:00  |                                                    |
| 1  | Средняя (до 85 кг)     | 83,7 кг                                           | Наби «Ганнибал» Гаджиев       |     | поб. | Андрей Етумян                        |    | 84,3 кг | Единогласным решением | 3     | 2:00  |                                                    |

| Поединок на голых кулаках | Бой в перчатках | Бой на голых кулаках и ногах (Top Dog RAGE) | Противостояние на голых кулаках между лигами Top Dog и Mahatch |

### Бонусы
- «Нокаут вечера»: Марсель Ханов (за нокаут в бою с Владиславом «IZ» Ромащенко) 100 000 рублей от титульного спонсора OlimpBet
- «За зрелищный бой»: Сергей «Кратос» Калинин (за нокаут в бою с Владимиром «Мясником» Морозовым) 100 000 рублей от титульного спонсора OlimpBet
- «За зрелищный бой»: Денис Погодин (за бой с Евгением «Композитором» Шопеном) 100 000 рублей от титульного спонсора OlimpBet
- «За зрелищный бой»: Владислав «Орловский бриллиант» Туйнов (за бой с Виталием Коваленко) 100 000 рублей от титульного спонсора OlimpBet
- «За зрелищный бой»: Николай Терехов (за бой с Матвеем «Южным» Тикиджиевым) 100 000 рублей от спонсора Тинькофф Банк

## Рейтинги
| Лёгкий вес | Лёгкий вес                          | Лёгкий вес | Полулёгкий вес* | Полулёгкий вес*                      | Полулёгкий вес* |
| ---------- | ----------------------------------- | ---------- | --------------- | ------------------------------------ | --------------- |
| Ч          | Мустафа «Беспощадный» Шарифов (4-0) | чмп        | Ч               | Искандар «Шеф-Повар» Зияев (3-0)     | чмп             |
|            |                                     |            |                 |                                      |                 |
| 1          | Николай «Чибис» Чибисов (5-1)       |            | 1               | Анис «Охотник» Чилаев (3-0)          |                 |
| 2          | Алексей «Мельник» Мельников (4-2)   |            | 2               | Михаил «Лусан» Сукиасян (2-0)        |                 |
| 3          | Бовар «Гладиатор» Ханаков (2-1)     |            | 3               | Валерий «Орёл» Особов (2-1)          |                 |
| 4          | Иса «Тандовский» Исаев (2-0)        | ▲1         | 4               | Умар «Костолом» Муртазалиев (2-0)    |                 |
| 5          | Мурад «Дедок» Арцулаев (2-2)        | ▼1         | 5               | Майк «Вооружённый» Стиценко (1-1-1)  |                 |
| 6          | Камал «Камикадзе» Гасанов (1-1)     | ▲1         | 6               | Гази «Зохан» Газимагомедов (1-1)     |                 |
| 7          | Даник Весненок (1-1)                | ▼1         | 7               | Иван «Охранник» Мошкарёв (1-0)       |                 |
| 8          | Георгий «Тренер» Элоян (1-1)        |            | 8               | Николай «Ebosher» Терехов (1-1)      |                 |
| 9          | Алисафа Мардалиев (1-0)             | ▲2         | 9               | Рамазан «Камазист» Муртазалиев (1-1) |                 |
| 10         | Владислав «Палач» Сурков (1-1)      | ▼1         | 10              | Арут «Молодой» Хачатрян (0-0-1)      |                 |

- Рейтинги полулёгкого веса ещё не обновлены

## Трансляция
| Страна           | Источник вещания | Примечания                  |
| ---------------- | ---------------- | --------------------------- |
| Россия           | Wink             | 9 поединков основного карда |
| Россия           | РЕН ТВ           | 4 поединка главного карда   |
| СНГ и Прибалтика | Megogo           |                             |
| Казахстан        | Qsport Extra     |                             |
| Кыргызстан       | Qsport Arena     |                             |
| Таджикистан      | Qsport           |                             |